# El Chicharro
Makrellen eller den (es.: Escultura alegórica al Chicharro, allegoriske makrelskulptur), er en bronzeskulptur af en hestemakrel, der står i byen Santa Cruz de Tenerife på de kanariske øer. Skulpturen er blevet et symbol på byen og øen Tenerife.

## Historie
Den oprindelige skulpturen blev skænket som en gave til byen og øen Tenerife af den venezuelanske kulturgruppe "Liqui-Liquis". Den blev opført i 1979 ved enden af vejen San José, mere præcist på en firkant kaldt Plaza del Chicharro (Makrellens plads) beliggende på pladsen Plaza del Príncipe (prinsens plads). Ved foden af monumentet blev placeret en mindeplade med ordene: "La Comunidad Canario-Venezolana al Noble Pueblo de Tenerife" (Det Kanariske-venezuelanske Fællesskab (med det) noble folk i Tenerife).
Den nuværende skulptur fremstillet af bronze, vejer omkring 600 kilo og er siden november 2003 placeret på en basaltsten. Denne statue er en kopi af den originale, som blev lavet af de studerende på Escuela de Industriales de Caracas (Caracas' industriskole), efter originalen var blevet svært medtaget efter at være blevet stjålet.
Skulptørerne Francisco Javier Rodriguez de Armas og Evelina Martin Rodriguez (ansvarlig for workshoppen Bronzo) var ansvarlig for at skabe den nuværende skulptur, som officielt blev afsløret den 4. november 2003.
Skulpturen er blevet midtpunkt for den traditionelle Entierro de la Sardina (Sardinens jordfæstelse) som er en del af Karneval de Santa Cruz de Tenerife.

## Hærværk
Makrel har været offer for adskillige angreb af hærværk og blev i 2000 stjålet og solgt i Valencia, hvor den undgik at blive smeltet på en losseplads. På trods af dette blev den originale skulptur fundet i meget dårlig stand, så den nuværende replika er skabt ud fra en bevaret original skitse, hvor fisken syntes at springe på en bølge, som blev inkluderet på den nye skulptur.